# Château de Longford

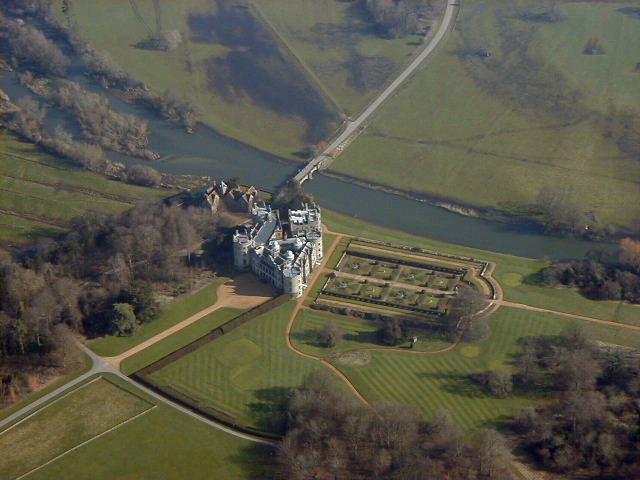
Château de Longford vu du ciel

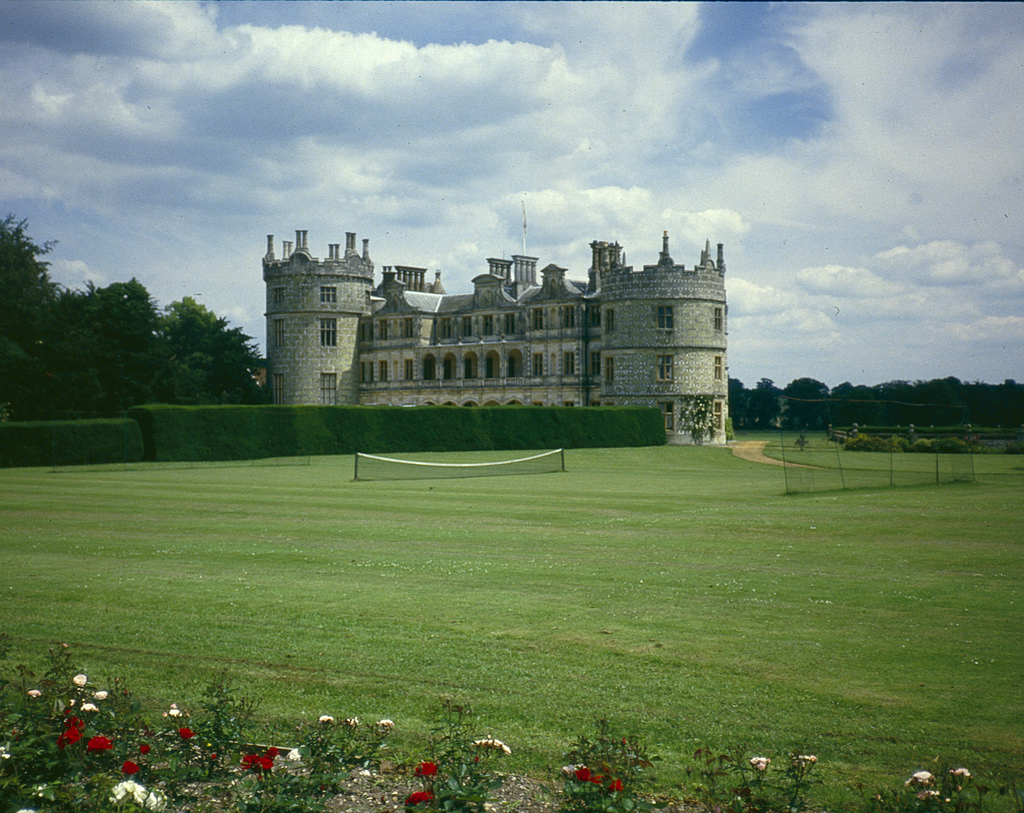
Arrière du château de Longford

Le château de Longford se dresse sur les rives de la rivière Avon au sud de Salisbury, Wiltshire, Angleterre. C'est le siège du comte de Radnor, et un exemple de maison prodige élisabéthaine .

## Histoire
En 1573, Thomas Gorges acquiert le manoir (à l'époque écrit "Langford"), qui appartient à l'origine à la famille Servington (ou Cervington) . Auparavant, la maison de maître existante a été endommagée par un incendie. Vers 1576, Thomas Gorges épouse Helena Snakenborg, la marquise douairière suédoise de Northampton et dame d'honneur de la reine Elizabeth. Ils reconstruisent la propriété de Longford en faisant un château de modèle suédois triangulaire sur les rives de la rivière Avon. Les travaux de construction sont très coûteux en raison de problèmes avec le sous-sol. Sir Thomas Gorges, qui est alors gouverneur de Hurst Castle, persuade sa femme de demander à la reine de lui accorder l'or et l'argent récupérés du naufrage d'un navire de l'Armada espagnole, qui finance l'achèvement du château  sous la supervision finale de John Thorpe en 1591. La famille vit dans le château pendant plusieurs années avant son achèvement définitif.
En septembre 1603, la famille royale passe à proximité et Roger Wilbraham décrit Longford comme "une belle maison neuve de pierre, un triangle avec trois grandes tours à chaque extrémité, où se trouvent ses chambres préférées, et il a le plus beau jardin et des promenades vertes. " . Le bâtiment principal a plusieurs étages et est triangulaire avec une tour ronde à chaque coin ; les trois tours représentant le Père, le Fils et le Saint-Esprit. Il y a une chapelle, un département de cuisine, plusieurs boudoirs et salons, ainsi que des chambres. De l'eau fraîche et froide est pompée à différents étages et il y a des toilettes fonctionnant avec l'eau de pluie. Un parc, un jardin fruitier et un potager sont attenants.
En 1717, le château de Longford devient la maison de la famille Bouverie, achetée par Sir Edward des Bouverie aux Coleraines. On dit que Sir Edward a vu et est tombé amoureux du château dans la vallée alors qu'il passait devant, ayant assez d'argent dans ses sacoches pour effectuer l'achat sur-le-champ . Les générations suivantes de la famille embellissent l'intérieur du château et le parc environnant ; en 1773, le château est entouré d'un parc à la française, aménagé d'avenues et de manèges. Des conseils d'aménagement paysager sont demandés à Lancelot Brown vers 1777.
Cependant, Jacob Pleydell-Bouverie (2e comte de Radnor) (1749-1828), emploie James Wyatt pour transformer Longford d'un château raisonnablement modeste en un palais hexagonal "au désespoir des générations futures" . Il détruit l'une des tours élisabéthaines et la remplace par une plus grande de sa propre conception, ajoute deux autres tours et les relient les unes aux autres. En 1832, le 3e comte crée un nouveau jardin à la française au sud du château, dans le style du XVIIe siècle.
La construction continue avec Jacob Pleydell-Bouverie (4e comte de Radnor) (1815-1889), qui supervise les dernières modifications importantes de l'architecture du château, entreprises par Anthony Salvin. Celles-ci comprennent la formation d'une deuxième cour, le bombage de la cour centrale, l'ajout d'une tour carrée et des modifications du jardin à la française.

## Aujourd'hui
Le château est classé Grade I et se trouve dans la paroisse d'Odstock. Le jardin à la française, les terrains d'agrément et le parc s'étendent dans les paroisses voisines et sont classés Grade II au registre des parcs et jardins historiques.
Le château est le siège de William Pleydell-Bouverie (9e comte de Radnor), et est ouvert au public pour des visites pré-réservées 28 jours par an .
Longford est le modèle du "Château d'Amphialeus" dans l'Arcadie de Sir Philip Sidney, The Countess of Pembroke's Arcadia (1580, pub. 1590). Pendant la guerre de 1914-18, le château est un hôpital  et pendant la guerre de 1939-1945, le château est occupé par les troupes britanniques et américaines et reçoit le maréchal Bernard Montgomery, le général Mark Wayne Clark et le Major général Sir Michael O'Moore Creagh .